# Chevrolet Monza
Chevrolet Monza - це компактний автомобіль, що випускався Chevrolet протягом модельних років 1975-1980 років. Monza базується на Chevrolet Vega, розділяючи колісну базу, ширину та 2,3 л двигун. В 1975 році був розроблений Монза 2+2 для встановлення обертового двигуна GM-Wankel, але через посередню економію палива та відповідність викидам двигун був скасований. Назва також використовувалася для латиноамериканської версії Opel Ascona C.

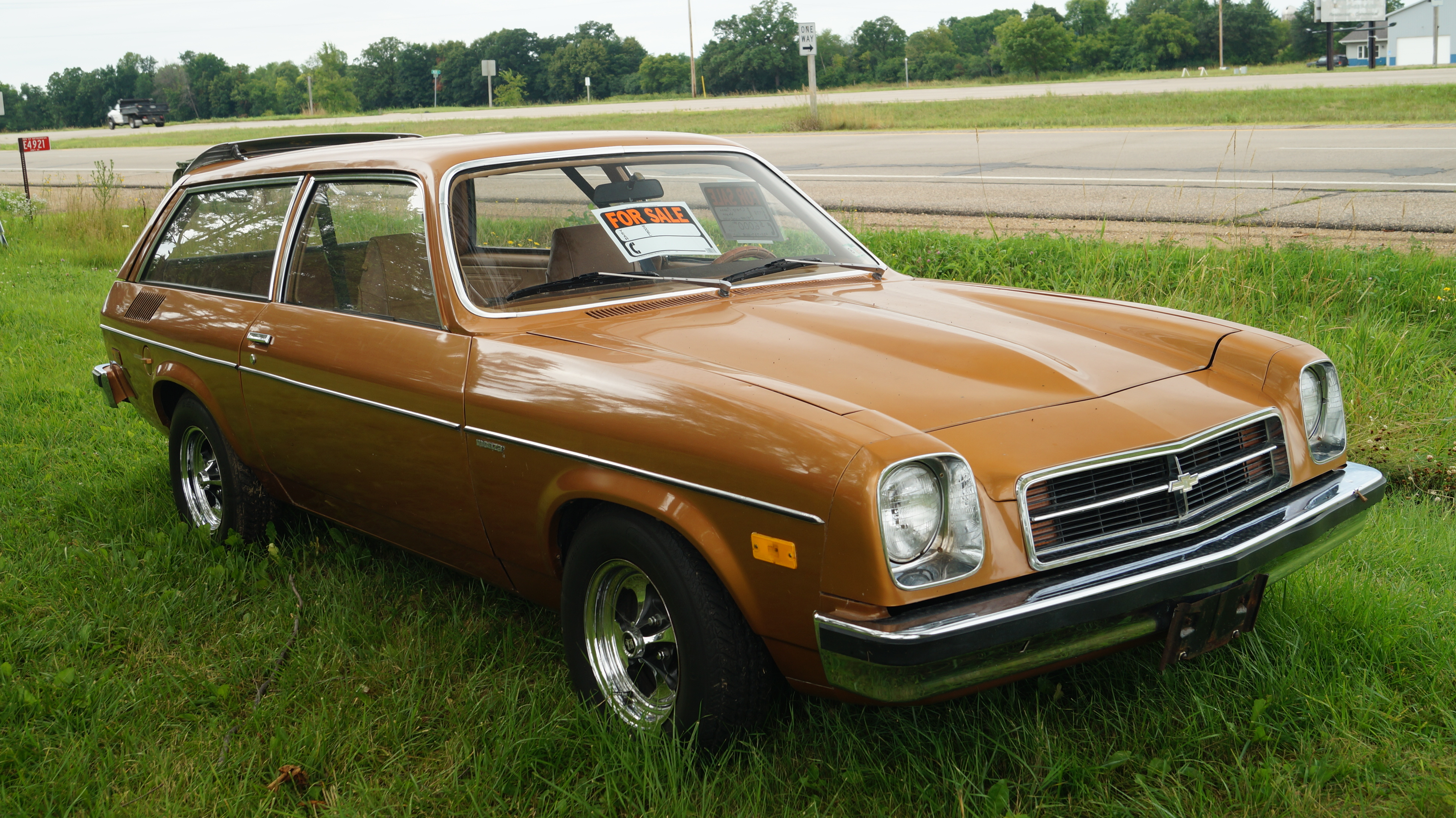

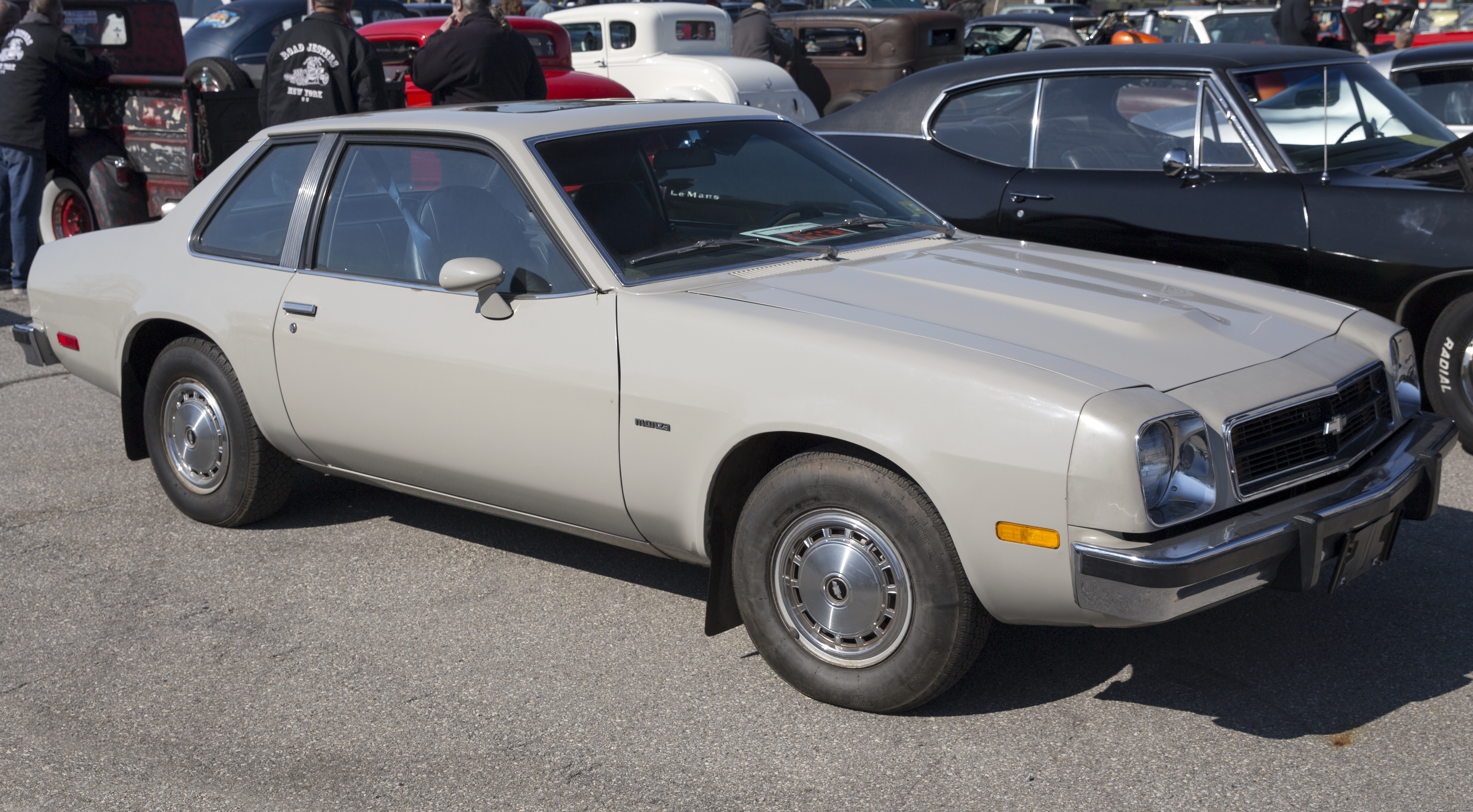

Monza 2+2 та Monza Towne Coupe конкурували з Ford Mustang II та іншими спортивними купе. Варіанти H-кузова General Motors, Buick Skyhawk та Oldsmobile Starfire, були виготовлені з використанням кузова Monza 2+2 з варіантами решітки та оздоблення та 3,8-літровим двигуном V6 Buick. Варіант Pontiac Sunbird був представлений наступного модельного року, зрештою запропонований в обох стилях кузовів Monza. Назва «Монца» виникла в середині 1960 року для спортивної версії Chevrolet Corvair.

## Двигуни
- 140 cu in (2.3 L) I4
- 151 cu in (2.5 L) I4
- 196 cu in (3.2 L) V6
- 231 cu in (3.8 L) V6
- 262 cu in (4.3 L) V8
- 305 cu in (5.0 L) V8
- 350 cu in (5.7 L) V8